# Totò, Peppino e le fanatiche
Totò, Peppino e le fanatiche é um filme italiano de 1958, dirigido por Mario Mattoli.

## Sinopse
Os pobres Antonio Vignanelli e Peppino Caprioli vivem exasperados com os hobbies e manias das suas famílias, que causam a ambos muitos problemas. Acabam por ser presos e enviados para um manicómio e contam ao diretor como vários equívocos, provocados pelas famílias, os levaram até ali.

## Elenco
- Totò: Antonio Vignanelli
- Peppino De Filippo: Peppino Caprioli
- Johnny Dorelli: Carlo Caprioli